# Kriza 3. stoljeća
Kriza trećeg stoljeća naziv je za razdoblje u povijesti Rimskog Carstva od 235. do 284. godine tijekom kojega je u carstvu zavladala vojna anarhija i tijekom kojega je skoro došlo do raspada Carstva. Završilo je Aurelijanovim vojnim pobjedama te Dioklecijanovim usponom na vlast i njegovim reformama 284. godine.

## Vojna anarhija

### Carevi i uzurpatori (235. – 270.)
Razdoblje nakon od smrti Aleksandra Severa 235. godine do smrti Klaudija II. Gotskog 270. godine svojedobni su za uzurpacije prijestolja i prepade barbara. Poslije Maksimina Tračanina, koji se hrabro borio protiv Alemana, ali je pokazao veliku netrpeljivost prema senatu i obrazovanoj eliti, na vlast su došli Gordijani, što je bilo posljedica pobune bogatih zemljovlasnika u Africi. Senat je u prvom trenutku reagirao postavljanjem dva civilna cara istovremeno, Pupijena i Balbina, a zatim je za cara proglasio Gordijana III., mladića kojega je podržavao njegov zet, pretorijski prefekt Timesitej. Gordijana III. ubili su vojnici tijekom vojne akcije protiv Perzijanaca. Naslijedio ga je najprije Filip Arapin, a zatim Decije, obojica vojnici. Decije je pokušao ponovo uspostaviti rimske tradicije, pa je organizirao progone kršćana, ali su ga 251. godine ubili Goti u bitci blizu Crnog mora. 
Od 253. do 268. godine vladala su dva rimska senatora, Valerijan i njegov sin Galijen. Valerijan je ponovo pokrenuo progon kršćana, ali je, dok je predvodio neuspjeli vojni pohod, pao u zarobljeništvo Perzijanaca i tamo 260. godine umro. Njegov sin, koji je otada vladao samostalno, morao se suočavati sa stalnim napadima i s nekoliko uzurpacija prijestolja. Stalno se kretao između Rajne i Dunava, postižući sjajne pobjede (kod Milana 262. godine, kod Nesta 267. godine), ali je panonska vojska iznjedrila nekoliko konkurenata za carsko prijestolje (Ingen, Regalijan, Aureol). Premda je morao štititi Galiju od Franaka i Alemana, a istočne dijelove carstva od Perzije, bio je prinuđen prihvatiti stvaranje Galskog Carstva pod pretorijskim prefektom Markom Kasijanijem Postumom (259. – 268.) i kraljevstva u Palmiri pod Odenatom (260. – 267.)
Neke Galijenove reforme nagoviještavale su budući razvoj: senatori su bili praktično isključeni iz vojske; na zapovijedničke položaje i za upravitelje provincija imenovani su uglavnom vitezovi; struktura vojske promijenjena je stvaranjem novih vojnih postrojba, a posebno uvođenjem jake konjice, koja je bila pod zapovjedštvom jednog jedinog vođe i služila za brze dogovore na barbarske upade duž granica. 
Nakon smrti svoga oca Galijen je zaustavio progon kršćana. Više je volio protiv nove religije bori se intelektualnim sredstvima; s tim je ciljem podržavao stare grčke kultove, npr. kult Demetre iz Eleusine, i osiguravao pokroviteljstvo neoplatonističkom filozofu Plotinu. Ove su inicijative povećale broj njegovih neprijatelja, posebno među domoljubnim senatorima i panonskim vojskovođama. Galijena su, dok je u Milanu opsjedao uzurpatora Aureola, ubili njegovi vojni zapovednici, koji su zatim za cara proglasili Klaudija Gotskog (268.), prvog u nizu ilirskih careva. Novi je car izvojevao sjajnu pobjedu protiv Alemana na jezeru Gardi, a zatim je suzbio i Gote kod Naisa (269.), ali je 270. godine umro od kuge. Ovo fatalno razdoblje iznijelo je na vidjelo jednu od glavnih slabosti carstva: nedostatak legitimnog sustava nasljeđivanja i preveliku ulogu vojske u politici. Strukture koje su ranije održavale snagu principata bile su sada oslabljene, i carstvu su bile neophodne temeljite reforme. Galijen je to uočio, ali za provedbu nije bio dovoljno odlučan.

### Ilirski carevi (270. – 284.)
Poslije smrti Klaudija Gotskog carstvom je od 270. do 284. godine vladalo nekoliko "ilirskih" careva, koji su bili sposobni vojskovođe i koji su energično pokušavali obnoviti red i mir. Od njih je najistaknutiji bio Aurelijan. Prvo je izvojevao pobjede nad Alemanima i Jutunzima, koji su napali alpske provincije i sjevernu Italiju. Kako bi ohrabrio stanovnike Rima, koji su podlegli panici, počeo je izgradnju čuvenog bedema poznatog pod imenom Aurelijanove zidine. Dok je prolazio kroz podunavske provincije, prije nego što će krenuti protiv Palmire, odlučio je provesti urednu evakuaciju iz Dakije, koja se više nije mogla braniti i koju su još od vremena Galijena držali barbari. Na istoku je lako potukao Zenobijinu vojsku i 272. godine zauzeo Palmiru. Ubrzo je izbio ustanak u Egiptu, na poticaj jednog bogatog trgovca, koji je, kao i veliki dio stanovništva, bio pristalica palmirske kraljice. Aurelijan je tada poduzeo drugu ekspediciju te je opustošio Palmiru i pokorio Aleksandriju. Međutim, ove su nevolje, zajedno s uništenjem Palmire, velikog karavanskog grada, prouzrokovale značajan nazadak rimske trgovine na istoku. Kasnije, završavajući pokoravanje Galskog Carstva kojim su vladali Postumovi nasljednici, lako je blizu Kabilona porazio Tetrika, miroljubivog čovjeka, ne naročito željnog borbe. Jedinstvo carstva bilo je ponovo uspostavljeno i Aurelijan je u Rimu proslavio sjajni trijumf. On je takođe uspostavio disciplinu u državi, surovo je ugušio nerede koje su u Rimu pokrenuli obrtnici u kovnici novca, organizirao je opremu grada tako što je militarizirao nekoliko kolegija (kolegij pekara i trgovaca svinjetinom). Kovanjem antoninianusa čvršće vrijednosti pokušao je i zaustaviti inflaciju. Njegova je vjerska politika bila originalna: da bi osnažio moralno jedinstvo carstva i vlastitu moć, proglasio se zaštitnikom Nepobjedivog Sunca (Sol invictus) i uz pomoć palmirskog plemena ovom božanstvu sagradio velelebni hram. Aurelijan je ponekad bio nazivan dominus et deus: principat je definitivno ustupio mjesto "dominatu". Aurelijana su 275. godine ubili neki časnici koji su pogrešno vjerovali da su im životi u opasnosti.
Njegovog nasljednika, postarijeg senatora Tacita, izabrao je senat na iznenadni i užurbani zahtjev vojske, ali je on vladao samo nekoliko mjeseci. Zatim je Marko Aurelije Prob, još jedan ilirski vojskovođa, naslijedio osnaženo carstvo, ali se morao boriti u Galiji, gdje je od 275. do 277. godine došlo do ozbiljnih barbarskih prodora. Poslije toga Prob se posvetio obnovi gospodarstva; pokušao je ponovo pokrenuti obrađivanje napuštene zemlje, a uz pomoć radne snage vojnika poduzeo je radove na poboljšanju. Da bi ublažio depopulaciju, u carstvo je, kao i Aurelijan, primao veliki broj poraženih Gota, Alemana i Franaka, te im je dopuštao da se nasele na zemljišnim parcelama u Galiji i podunavskim provincijama. Kada su vojnici 282. godine ubili Proba, carem je postao Marko Aurelije Kar, koji je odmah za savladare postavio svoja dva sina, Karina i Numerijana. Kar i Numerijan su se uspješno borili protiv Perzijanaca, ali su umrli pod nepoznatim okolnostima. Karina, koji je ostao na Zapadu, kasnije je porazio i ubio Dioklecijan, kojega je studenoga 284. godine vojska na istoku proglasila carem.

## Razjedinjenje carstva

### Napadi barbara na zapadu
Goti su bili Germani koji su krenuli iz današnje Švedske, a pratili su ih Vandali, Burgundi i Gepidi. Nadirući prema jugoistoku, prema Crnom moru, oni su za vrijeme Marka Aurelija odgurnuli Markomane, Kvade i Sarmate na rimski limes. Rimljani su postali svjesni prisustva Gota kad su ovi 238. godine napali grčke gradove na crnomorskoj obali. Pretorijski prefekt Timesitej borio se protiv njih pod Gordijanom III., a za vrijeme Filipa i Decija opsjeli su, pod vodstvom svojih kraljeva Ostrogota i Knive, gradove Mezije i Trakije. Od 253. godine pojavljuju se krimejski Goti i Heruli; oni su se otisnuli na more i počeli pustošiti obale Crnog i Egejskog mora, kao i neke grčke gradove. Tako su 267. godine zauzeli i opljačkali Atenu, usprkos obrani koju je organizirao povjesničar Deksip. Poslije Galijenove pobjede na Nestu i Klaudijeve kod Naisa, opasnost je nakratko bila otklonjena. Međutim, područje srednjeg Dunava još su uvijek pritiskali Markomani, Kvadi, Jazigi, Sarmati i Karpi iz slobodne Dakije, a njima su se kasnije priključili Roksolani i Vandali. Usprkos otporu, Dakija su postupno preplavili barbari pa su je rimske postrojbe napustile. Kad je Valerijan bio zarobljen (259./260.), barbari su teško pritiskali Panoniju, pa je Regalijan, jedan od uzurpatora kojega su proglasile panonske postrojbe, poginuo u borbi protiv barbara. Obrana je bila usredotočena oko Sirmija, Siscije i Petovija, starih tvrđava koje je Galijen obnovio, a brojni su gradovi bili spaljeni.
Na zapadu su invazije bile posebno nasilne. Germane i Gale su nekoliko puta potisnula franačka plemena s obale Sjevernog mora i Alemani sa srednje i gornje Rajne. Galijen se ogorčeno borio, usredotočujući obranu oko Mainza i Kolonja, ali su ga uzurpacije u Panoniji spriječile postizanje trajnijih rezultata. Alemani su 259./260. godine prošli kroz Dekumatska polja, koja su Rimljani tada izgubili. Neki od Alemana su krenuli prema Italiji preko alpskih prolaza; drugi su napali Galiju, pustošeći cijeli istočni dio zemlje. Prošavši kroz dolinu Rone, na kraju su stigli do Sredozemnog mora, a neki su njihovi dijelovi nastavili čak i ka Španjolskoj. Tamo su se priključili Francima, od kojih su mnogi bili došli brodovima sa Sjevernog mora, nakon što su opustošili zapadni dio Galije. Ploveći uz ušća velikih rijeka stigli su do Španjolske, a zatim prešli Gibraltar i uputili se k Mauretaniji Tingitinskoj. Galijen je i svog mladog sina Salonina i celu Galiju povjerio Postumu, koji je zatim ubio Salonina i proglasio se carem. Nekoliko invazija toliko je uplašilo ljude da je novi car bio spremno prihvaćen, čak i u Španjolskoj i Britaniji. On se prije svega posvetio obrani carstva i konačno je prihvaćen za legitimnog cara. Postavio se kao protivnik Galijenu, koji je uzaludno pokušavao likvidirati ga, ipak ga je na kraju morao tolerirati. Postum je vladao umjereno i u dobroj je rimskoj tradiciji kovao sjajan novac. Ubili su ga vlastiti vojnici, ali je imao nasljednike koji su se održali sve do 274. godine. 

### Teškoće na istoku
Na istoku je još Hadrijan za granicu odredio rijeku Eufrat. Međutim, za vrijeme Nerona Rimljani su nastojali dominirati nad armenskim kraljevima, a pod Karakalom su anektirali Ozroenu i gornju Mezopotamiju. Nekadašnje je Partsko Carstvo bilo slabo i često pogođeno nemirima, ali su tada Sasanidi u Perziji bili opasniji. Na prijestolje je 241. godine došao Šapur I., ambiciozni organizator i državnik: on je pridobivši iranske plemiće i štitivši Zaratustrinu religiju ujedinio svoje carstvo. Tolerirao je manihejce i zaustavio progone kršćana i Židova i tako stekao njihovu naklonost. 
Šapur je 252. godine, predvodeći veliku vojsku, na armensko prijestolje doveo Artavazdesa, a zatim je napao Mezopotamiju i zauzeo Nizibis. Prethodnica njegove vojske je 256. godine ušla u Kapadokiju i Siriju i opustošila Antiohiju, dok je on istovremeno počeo opsadu grada Dure-Europusa na srednjem Eufratu. Valerijan je požurio u pomoć tom gradu, ali nije imao uspjeha; zatim ga je 259. ili 260. godine zarobio Šapur tijekom nekih vojnih operacija o kojima se vrlo malo zna. Mesopotamija je bila izgubljena i rimska se granica ponovo našla na rijeci Eufratu. Kapadokija, Kilikija i Sirija su ponovo opustošene, a u Antiohiji je postavljen marionetski vladar. Ali te su pobjede bile prolazne: u Ozroeni je Edesa pružila otpor, u Kapadokiji i Kilikiji je organizirana obrana, a Odenat, vladar Palmire, iznenada je napao Šapura i prisilio ga na povlačenje u Iran. 
Premda je tako pomogao Rimljanima, Odenat je zatim počeo raditi na vlastitim probitcima: nastavio je borbu protiv Perzijanaca i uzeo naslov "kralja nad kraljevima". Rimljani su mu naizgled povjerili obranu istoka i upravu nad nekoliko provincija; tako se "kraljevina" Palmira prostirala od Kilikije do Arabije. Odenat je ubijen 267. godine, a da nikada nije prekinuo veze s Galijenom. Njegova udovica Zenobija postigla je da Odenatovi naslovi budu preneseni njihovom sinu Vabalatu. Zatim je 270. godine, koristeći smrt Galijena i Klaudija II., napala Egipat i dio Anatolije. Tome je uslijedio prekid veza s Rimom, pa je 271. godine Vabalat proglašen za cara (s titulom Imperator Caesar Augustus). Zbog svog latentnog separatizma i, nesumnjivo, nekih trgovinskih prednosti, istočne su provincije bez teškoće prihvatile dominaciju Palmire, kao što su ranije podržale Avidija Kasija i Pescenija Nigera protiv legitimnih careva. Aurelijan je 272. godine ponovo uspostavio jedinstvo carstva, ali Mezopotamija je bila izgubljena, a Eufrat se utvrdio kao nova istočna granica carstva. 

## Gospodarska i socijalna kriza
Tijekom pola stoljeća barbarskih invazija i građanski ratovi razarali su i slabili carstvo. Najteže su prilike zavladale šezdesetih godina 3. stoljeća, ali je cijelo razdoblje od 235. do 284. godine dovelo carstvo do ruba propasti. Mnoge su provincije opustjele (sjeverna Galija, Dakija, Mezija, Trakija i brojni egejski gradovi); brojni su značajni gradovi bili opljačkani ili razoreni (Bizant, Antiohija, Olbija, Lugdum); sjevernu Italiju preplavili su Alemani. Tijekom te krize car je ili koncentrirao snage za obranu jedne točke, izazivajući tako napad barbara na drugom mestu, ili je neku napadnutu granicu u potpunosti prepuštao sudbini. Svaki vojskovođa koji je postigao neki uspjeh bio bi proglašen za cara, čim bi izvojevao pobjedu nad barbarima. Računajući nekoliko sinova i braće, više od 40 careva je vladalo tjekom nekog vremena, dužeg ili (češće) kraćeg. Politička je destabilizacija hranila sama sebe, ali je  bila odgovorna i za uništavanje života i trošenje materijalnog bogatstva širokih razmjera. Kako bi se borili s trošenjem materijalnog bogatstva, carevi su jedan za drugim brzo i značajno smanjivali postotak plemenitih kovina u standardnom srebrnom novcu, gotovo do same nule, kako bi ga mogli izdavati u velikim količinama. To je tako postala valuta "na poverenje", ali se držala ne tako loše sve do šezdesetih godina, kada je povjerenje nestalo i kada su ljudi požurili novac pretvoriti u neku robu sa stvarnom vrijednošću. To je izazvalo inflaciju nevjerojatnih razmjera, koja je trajala desetljećima.
Ozbiljnost štete koju je carstvu nanijela politička i gospodarska destabilizacija ne može se lako procijeniti, jer su izvori svake vrste za ovo razdoblje vrlo siromašni. Na osnovi zdravog razuma moglo bi se zaključiti da je trgovina bila prekinuta, da su se porezi prikupljali s većom strogošću i većom nejednakošću, da su kuće i njive bile uništene, da je ušteđevina propala zbog inflacije i da je Rimsko gospodarstvo u cjelini bilo značajno uzdrmano. Postoje izvještaji da je polovinom 3. stoljeća izbila kuga, koja je zatim trajala godinama i odnijela brojne žrtve. U nekim zapadnim regijama arheološki podatci pružaju ilustraciju onoga što se može očekivati: gradovi u Galiji bili su utvrđeni zidinama, koje su obično bile znatno smanjenog obujma; ponegdje su i vile u rajnskim i podunavskim provincijama bile utvrđene; mrežu puteva branile su linije malih utvrđenja u sjevernoj Galiji i susjednoj Germaniji; neka područja, kao što je Bretanja, bila su napuštena i ponovo su utonula u predrimski primitivizam. Uz obale tog poluotoka, kao i na drugim mjestima, vladali su gusari; na kopnu, pljačke su uzele velikog maha. Trokut između gornjeg Dunava i gornje Rajne morao se oko 260. godine trajno prepustiti barbarima koji su ga okruživali. Tako je "rimski mir", kako se vidi iz svih ovih primera, bio ozbiljno narušen. S druge strane, u Egiptu, gdje je inflacija najbolje dokumentirana, ne mogu se videti njeni štetni učinci. Egipatska ekonomija nije pokazivala znakove kolapsa. Štoviše, neki predjeli – primjerice veći dio Britanije izašle su iz ove dugotrajne krize prosperitetnije nego ranije. Sažetak posljedica krize može samo podvući jednu jedinu činjenicu koja je vidljiva gotovo sama po sebi: civilizacijska dostignuća razvijena pod Antoninima zahtijevala su neku sustavno novu političku osnovicu. Zahtijevala su jaku i stabilnu monarhiju koja raspolaže snažnom vojskom. Ako je bar jedan od ta dva čimbenika bio ozbiljno uzdrman, trpi privreda, kao i blagostanje cijele civilizacije. Ako se, s druge strane, politička osnovica mogla obnoviti, postojala je šansa za oporavak vitalnosti carstva kao cjeline. 
U međuvremenu, tijekom 3. stoljeća odvijale su se daljnje velike promjene koje nisu bile povezane s političkom i gospodarskom krizom. Civilno se stanovništvo sve više žalilo na maltretiranja i pljačke vojnika koji su bili smješteni među njima. Iznuđivanje poreza čiji su prihodi išli vojsci sve je češće izazivalo žalbe. Istovremeno, zahtjevi vojnika, prije svega onih smještenih u prestojnici, da se mješaju u civilnu upravu postajali su sve drskiji. Izbor imperatora je sve otvorenije postajao prerogativ vojske, a ne senata. Pri tome su tijekom šezdesetih godina senatori uglavnom izgubili visoke upravne položaje u vojsci. Viteški stalež, u kojem su se često mogli naći ljudi koji iza sebe imaju vojničku karijeru, bio je jedini dobitnik u ovoj novoj politici. Ukratko, moć vojnika, na višim i na nižim položajima, postavljala se nasuprot moći civilnog stanovništva. Ova je promjena proizvela i neke poslijedice u kulturi. Nastavljajući tendencije kojima se može ući u trag već od 1. stoljeća, vojnici su vojačeni iz najzaostalijih krajeva, prije svega iz podunavskih provincija gdje je, kao i na cijelom sjevernom rubu Carstva, državna politika bila da se čitavim barbarskim plemenima dozvoli naseljavanje na nezauzetoj zemlji, gdje su zatim živjeli, bavili se poljoprivredom, plaćali poreze i svoje sinove slali u vojsku. Zajedno sa seoskim stanovništvom takvi su imigranti, kojih je bilo sve više od vladavine Marka Aurelija, proizveli jednu vrlo nerimsku mješavinu. Upravo iz takve sredine Maksimin se uzdigao na prijestolje 235. godine, kao kasnije Galerije (cezar od 293).

## Vanjske poveznice
- Crisis of the Third Century (235-285) at boisestate.edu  Arhivirana inačica izvorne stranice od 2. travnja 2009. (Wayback Machine)
- CRISIS OF THE THIRD CENTURY Hugh Kramer
- Map at ucalgary.ca  Arhivirana inačica izvorne stranice od 19. kolovoza 2006. (Wayback Machine)
- THE CRISIS OF THE THIRD CENTURY at osu.edu
- Crisis of the 3rd Century Timeline  Arhivirana inačica izvorne stranice od 8. studenoga 2007. (Wayback Machine)